# Dreizehnpunkt-Marienkäfer

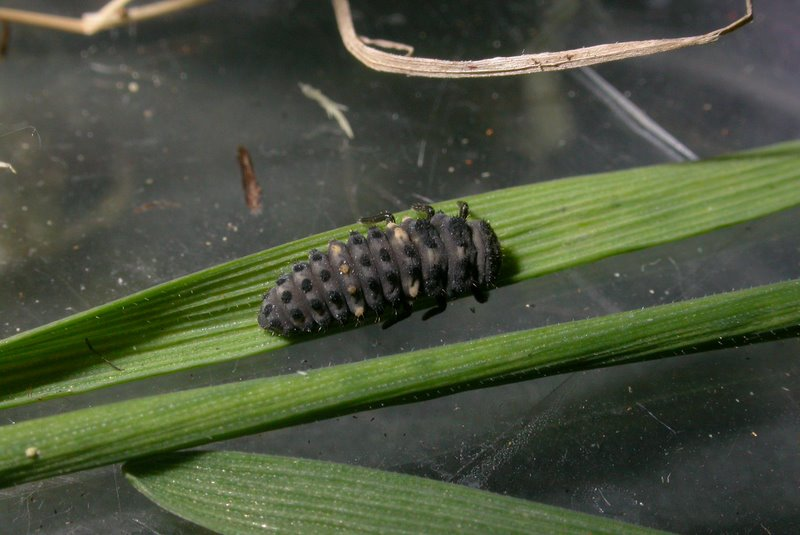
Larve

Der Dreizehnpunkt-Marienkäfer oder Dreizehnpunktiger Sumpfmarienkäfer (Hippodamia tredecimpunctata) ist ein Käfer aus der Familie der Marienkäfer (Coccinellidae).

## Merkmale
Der Dreizehnpunkt-Marienkäfer wird fünf bis sieben Millimeter groß. Er ist im Gegensatz zu den anderen Marienkäferarten etwas langgestreckt und hat einen nur leicht gewölbten Körper. Der Name kommt von den dreizehn schwarzen Punkten auf den sonst roten Deckflügeln. Der Halsschild ist gelblich gefärbt und trägt einen schwarzen Mittelfleck und schwarze seitliche Punkte, die mit dem in der Mitte verwachsen können. Es gibt verschiedene Varianten dieses Käfers von ganz rot, bis zu den seltenen ganz schwarzen Exemplaren. Die Beine sind bis auf die schwarzen Tibien und Tarsen gelb. 

### Ähnliche Arten
- Siebenpunktiger Flach-Marienkäfer (Hippodamia septemmaculata)

## Vorkommen
Die Tiere kommen in der gesamten Paläarktis, nach Norden bis nach Zentralskandinavien und auch in Nordamerika vor. Die Käfer stellen relativ hohe Ansprüche an den Lebensraum. Sie bevorzugen feuchte oder nasse Wiesen im Hügelland und in Wiesentälern und sitzen meist auf wasserliebenden Pflanzen, vor allem auf Igelkolben, Seggen, Binsen, Schilf und Weiden. Sie kommen aber auch auf Prunus-Arten vor, was auf einen Wirtswechsel schließen lässt.

## Fortpflanzung
Es überwintern die jungen Käfer der neuen Generation in trockenem Gras oder am Waldrand, die sich dann im nächsten Frühling zum ersten Mal blicken lassen. Im Spätsommer ist dann die nächste Generation wieder bereit sich für den Winter zu wappnen. In Mitteleuropa findet man die Tiere von April bis Oktober. 

## Nahrung
Der Dreizehnpunkt-Marienkäfer ernährt sich von Blattläusen.